# Libre Momento
Le Libre Momento est un supplément hebdomadaire de La Libre Belgique donné gratuitement avec l'édition du week-end. Il existe depuis le 13 décembre 2008 et contient différentes rubriques liées à l'art de vivre ainsi que les grilles des programmes de télévision du week-end et de la semaine à venir.
Chaque rubrique du Momento dispose d'un blog qui lui est associé.